# 尼·克图特·马哈德维·伊斯特拉尼
尼·克图特·马哈德维·伊斯特拉尼（1994年9月12日—），（備註：2016年前的官方使用的名字順序為：马哈德维·伊斯特拉尼·尼·克图特），印尼女子羽毛球運動員。

## 簡歷
2013年7月，尼·克图特與Yodhi Satrio出戰印尼國際挑戰賽，在决赛中以1比2 （21-19、18-21、19-21）不敌赛会4号种子、队友的Ardiansyah/德维·蒂卡·佩马塔萨里，赢得亚军。
2014年3月，尼·克图特與安妮萨·绍菲卡出戰越南羽毛球國際挑戰賽，在準决赛中以0比2 （13-20、20-22）不敌日本的矢野智惠美/西山夕美子。同年9月，她與盖比·里斯蒂亚妮·伊马万出戰越南羽毛球大獎賽，在决赛中以1比2 （19-21、21-15、10-21）不敌同胞的马雷塔·德亚·乔瓦尼/罗西尔塔·伊卡·普特里·萨里。接着10月，她與梅尔维拉·奥克拉莫纳出戰保加利亞羽毛球國際賽，在準决赛中以1比2 （21-18、17-21、15-21）不敌队友的德拉·德斯迪亚拉·哈里斯/盖比·里斯蒂亚妮·伊马万。年尾11月，她與梅尔维拉·奥克拉莫纳出戰巴林羽毛球國際挑戰賽，在準决赛中以1比2 （16-21、21-15、19-21）不敌赛会头号种子、俄罗斯的安娜斯塔西亚·切尔维亚科娃/尼娜·维斯洛娃。
2015年3月，尼·克图特與英吉娅·西塔·阿凡达出戰越南羽毛球國際挑戰賽，在决赛中以2比0 （21-10、21-18）轻取泰国的查亚倪·查拉查兰/帕泰玛斯·门翁，首次赢得国际挑战赛冠军。同年4月，她與英吉娅·西塔·阿凡达出戰印尼羽毛球國際系列賽，在决赛中以0比2 （13-21、11-21）不敌同胞的盖比·里斯蒂亚妮·伊马万/蒂亚拉·罗萨莉娅·努莱达赫。
2015年10月，尼·克图特與英吉娅·西塔·阿凡达出戰中華台北羽毛球大獎賽，在决赛中以2比0 （21-19、21-14）横扫日本的田中志穗/米元小春，赢得首座大奖赛的冠军。
2017年10月，伊斯特拉尼與英吉娅·西塔·阿凡达出戰荷蘭羽毛球大獎賽，在决赛中以0比2 （17-21、16-21）不敌队友的德拉·德斯迪亚拉·哈里斯/里基·艾美莉雅·普拉蒂普塔。
2018年1月，伊斯特拉尼與英吉娅·西塔·阿凡达出戰泰國羽毛球大師賽，在决赛中以0比2 （19-21、17-21）不敌赛会头号种子、东道主的宗功攀·吉迪特拉恭/拉温达·巴宗哉

### 首闯超级赛四强
2017年6月，伊斯特拉尼與英吉娅·西塔·阿凡达出戰印尼羽毛球首要超級賽。一路淘汰了队友的尤尔费拉·巴卡/梅里萨·辛迪·萨普特里、赛会4号种子的韩国组合的鄭景銀/申昇瓚以及泰国头号女双的普蒂塔·素帕猜恭/沙西丽·德拉达那猜。但在四强中，表现可圈可点遗憾地直落二局输给了中国组合，创下俩人在超级系列赛的最好成绩。

## 主要比賽成績
只列出曾進入準決賽的國際賽事成績：
| 年份   | 賽事                     | 公開賽級別 | 項目     | 拍檔                       | 成績   |
| ------ | ------------------------ | ---------- | -------- | -------------------------- | ------ |
| 2013年 | 印尼羽毛球國際挑戰賽     | 國際挑戰賽 | 混合雙打 | Yodhi Satrio               | 亞軍   |
| 2014年 | 越南羽毛球國際挑戰賽     | 國際挑戰賽 | 女子雙打 | 安妮萨·绍菲卡              | 準決賽 |
| 2014年 | 越南羽毛球大獎賽         | 大獎賽     | 女子雙打 | 盖比·里斯蒂亚妮·伊马万     | 亞軍   |
| 2014年 | 保加利亞羽毛球國際賽     | 國際挑戰賽 | 女子雙打 | 梅尔维拉·奥克拉莫纳        | 準決賽 |
| 2014年 | 巴林羽毛球國際挑戰賽     | 國際挑戰賽 | 女子雙打 | 梅尔维拉·奥克拉莫纳        | 準決賽 |
| 2015年 | 越南羽毛球國際挑戰賽     | 國際挑戰賽 | 女子雙打 | 英吉娅·西塔·阿凡达         | 冠軍   |
| 2015年 | 印尼羽毛球國際系列賽     | 國際系列賽 | 女子雙打 | 英吉娅·西塔·阿凡达         | 亞軍   |
| 2015年 | 東南亞運動會羽毛球比賽   | 其他       | 女子團體 | －                         | 銅牌   |
| 2015年 | 東南亞運動會羽毛球比賽   | 其他       | 女子雙打 | 英吉娅·西塔·阿凡达         | 銅牌   |
| 2015年 | 中華台北羽毛球大獎賽     | 大獎賽     | 女子雙打 | 英吉娅·西塔·阿凡达         | 冠軍   |
| 2015年 | 哥本哈根羽毛球大師賽     | 其他       | 女子雙打 | 英吉娅·西塔·阿凡达         | 亞軍   |
| 2016年 | 澳門羽毛球黃金大獎賽     | 黃金大獎賽 | 女子雙打 | 英吉娅·西塔·阿凡达         | 亞軍   |
| 2017年 | 印尼羽毛球首要超級賽     | 首要超級賽 | 女子雙打 | 英吉娅·西塔·阿凡达         | 準決賽 |
| 2017年 | 東南亞運動會羽毛球比賽   | 其他       | 女子團體 | －                         | 銅牌   |
| 2017年 | 荷蘭羽毛球大獎賽         | 大獎賽     | 女子雙打 | 英吉娅·西塔·阿凡达         | 亞軍   |
| 2018年 | 泰國羽毛球大師賽         | 超級300賽  | 女子雙打 | 英吉娅·西塔·阿凡达         | 亞軍   |
| 2018年 | 亞洲羽毛球團體錦標賽     | 其他       | 女子團體 | －                         | 季軍   |
| 2018年 | 亞洲運動會羽毛球比賽     | 其他       | 女子團體 | －                         | 铜牌   |
| 2018年 | 薩洛盧羽毛球公開賽       | 超級100賽  | 女子雙打 | 里基·艾美莉雅·普拉蒂普塔   | 亞軍   |
| 2019年 | 亞洲羽毛球混合團體錦標賽 | 其他       | 混合團體 | －                         | 季軍   |
| 2019年 | 俄羅斯羽毛球公開賽       | 超級100賽  | 女子雙打 | 塔尼亚·奥克塔维亚尼·库苏马 | 冠軍   |
| 2019年 | 東南亞運動會羽球比賽     | 其他       | 女子團體 | －                         | 銀牌   |
| 2021年 | 奧地利羽毛球公開賽       | 國際系列賽 | 女子雙打 | 塞丽娜·卡尼                | 冠軍   |
| 2021年 | 巴林羽毛球國際系列賽     | 國際系列賽 | 女子雙打 | 塞丽娜·卡尼                | 準決賽 |
| 2021年 | 巴林羽毛球國際挑戰賽     | 國際挑戰賽 | 女子雙打 | 塞丽娜·卡尼                | 準決賽 |

| 2007-2017年 | 首要超級賽 | 超級賽 | 黃金大獎賽 | 大獎賽 | 國際挑戰賽 | 國際系列賽 | 未來系列賽 | 其他 |

| 2018-2026年 | 總決賽 | 超級1000賽 | 超級750賽 | 超級500賽 | 超級300賽 | 超級100賽 | 國際挑戰賽 | 國際系列賽 | 未來系列賽 | 其他 |

### 奧運會和世錦賽參賽紀錄
|          | 搭檔               | 2018 |
| -------- | ------------------ | ---- |
| 女子雙打 | 英吉娅·西塔·阿凡达 | 8強  |